# Jokanga
Jokanga (ros. Йоканга) – rzeka w północno-zachodniej Rosji, w obwodzie murmańskim, na Półwyspie Kolskim. Ma 203 km długości a jej dorzecze zajmuje powierzchnię 6020 km². Wypływa z jeziora Ałoziero i uchodzi do Morza Barentsa w pobliżu miejscowości Ostrownoj. 
Dopływy prawe: Rowa, Suchaja, Pujwa, Adijok, Łyljok, Pułonga, lewe: Pokkruej